# Langues tacananes
Ne doit pas être confondu avec Langues tucanoanes.

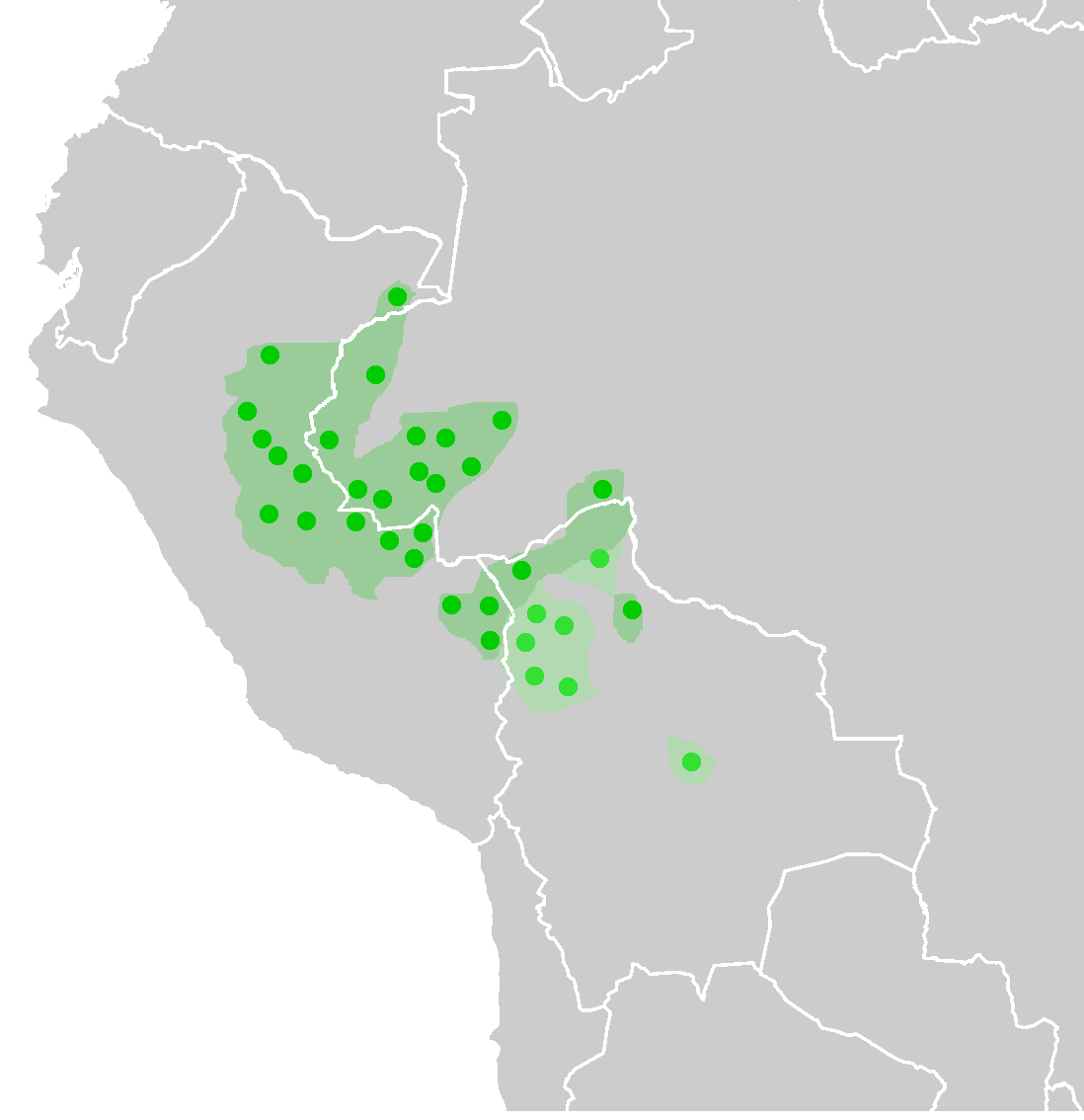
Langues panoanes (en vert foncé) et langues tacananes (en vert clair). Les cercles indiquent la localisation des langues modernes documentées.

Les langues tacananes sont une famille de langues amérindiennes d'Amérique du Sud, parlées en Bolivie.

Cette famille constitue  avec les langues panoanes une des deux branches des langues pano-tacananes.

## Classification

### Les langues tacananes
Elles sont parlées en Bolivie:
- L'ese 'ejja
- L'araona
- Le cavineña
- Le tacana
- Le reyesano